# Nossa Senhora da Penha (Coronel Fabriciano)
Nossa Senhora da Penha é um bairro do município brasileiro de Coronel Fabriciano, no interior do estado de Minas Gerais. Localiza-se no distrito-sede, estando situado no Setor 1. Segundo o censo demográfico de 2022, realizado pelo Instituto Brasileiro de Geografia e Estatística (IBGE), sua população era de 2 141 habitantes e havia 770 domicílios particulares permanentes ocupados.
De acordo com o IBGE, em 2010 a população era de 2 376 habitantes e havia 744 domicílios particulares.
A área onde está situado o atual bairro pertencia originalmente ao português Manoel Domingues, que foi um dos trabalhadores da locação da Estrada de Ferro Vitória a Minas (EFVM) na região. A área foi loteada na década de 1970 e batizada de Nossa Senhora da Penha por um dos filhos de Manoel, João de Deus, em homenagem à devoção da família à Nossa Senhora da Penha de França. Segundo o IBGE, possui uma área considerada como favela e comunidade urbana, denominada Morro do Carmo, que tinha 2 865 habitantes juntamente com o vizinho Nossa Senhora do Carmo em 2022.